# Чечётин, Григорий Филиппович
Григорий Филиппович Чечётин (4 мая 1923 год, деревня Чечёты, Ирбитский уезд, Уральская область, СССР — 25 октября 1997 год, Туринск, Свердловская область, Россия) — Герой Социалистического Труда (1971), звеньевой колхоза «Красный орёл» Туринского района Свердловской области.

## Биография
Родился 4 мая 1923 году в деревне Чечёты Ирбитского уезда Уральской области (ныне — Шухруповский сельсовет Туринского городского округа Свердловской области) в крестьянской семье. В семье было семеро детей. Отец умер рано.
Закончил семилетнюю школу № 4 города Туринска. После школы учился в лётном училище.
В годы Великой Отечественной войны был мобилизован стрелком в лётный полк, в 1943 году участвовал в сражении на Курской дуге. Был тяжело ранен, после излечения был комиссован.
После демобилизации вернулся в родную деревню Чечёты, работал звеньевым в местном колхозе «Красный орёл», затем был избран председателем колхоза. В 1954 году переехал с семьей в деревню Николаевка, где работала агрономом в местном колхозе, затем директором совхоза в селе Шухруповское Туринского района. С 1975 года работал заведующим животноводческим комплексом совхоза «Комсомольский» до выхода на пенсию.
Скончался 25 октября 1997 года, похоронен на городском кладбище города Туринск.

## Награды
За свои достижения был награждён:
- 09.03.1948 — звание Герой Социалистического Труда с вручением золотой медали Серп и Молот и ордена Ленина «за получение высокого урожая пшеницы при выполнении колхозом обязательных поставок и натуроплаты за работу МТС в 1947 году и обеспеченности семенами зерновых культур для весеннего сева 1948 года» (30,8 центнеров с гектара на площади 8 гектаров);
- 23.06.1966 — медаль «За трудовое отличие»;
- 11.03.1985 — орден Отечественной войны II степени.